# La Tawa
Albums de Zebda
Plan d'occupation du sol
(2012)
La Tawa est le premier album live, du groupe Zebda paru en 2003 avant son premier break.

## Liste des titres
1. Toulouse (en public) - 4 min 08 s
2. On est chez nous (en public) - 3 min 13 s
3. Y'a pas d'arrangement (en public) - 4 min 30 s
4. Double peine (en public) - 3 min 28 s
5. Mêlée ouverte (en public) - 4 min 20 s
6. Sheitan (en public) - 4 min 07 s
7. Mon père m'à dit (en public) - 5 min 06 s
8. Oualalaradime (en public) - 4 min 05 s
9. Né dans la rue (en public) - 3 min 24 s
10. Ma rue (en public) - 3 min 46 s
11. Mala diural (à la skabyle) (en public) - 3 min 21 s
12. Dans ma classe (en public) - 3 min 34 s
13. Taslima (en public) - 3 min 21 s
14. Le Bruit et l'Odeur (en public) - 3 min 45 s
15. L'erreur est humaine (en public) - 5 min 33 s
16. Du soleil à la toque (en public) - 3 min 41 s
17. Motivés (en public) - 4 min 00 s
18. Tomber la chemise (en public) - 7 min 41 s